# Stuttgarter Karosseriewerk Reutter
Die Stuttgarter Karosseriewerk Reutter & Co. GmbH war ein deutscher Stellmacherbetrieb und Hersteller von Karosserien.

## Geschichte
Der Betrieb wurde 1906 vom Sattlermeister Wilhelm Reutter (1874–1939) gegründet. 1909 erfolgte der Eintritt seines Bruders Albert Reutter in die Firma als Teilhaber und Kaufmännischer Leiter. Der Betrieb firmierte 1910 unter „Stuttgarter Karosseriewerk Reutter & Co, Inhaber W. & A. Reutter“.
Das Stuttgarter Karosseriewerk meldete zahlreiche Patente an, u. a. am 24. Juli 1909 das Patent Nr. 225555 für ein „Klappverdeck mit Vordach, insbesondere für Motorfahrzeuge“. Diese „Reformkarosserie“ war damit ein konstruktiver Vorläufer des Cabriolets. Bis zum Zweiten Weltkrieg baute Reutter im Kundenauftrag elegante und luxuriöse Karosserien auf Fahrgestelle fast aller renommierter deutscher Autobauer: Adler, Benz, BMW, Daimler/Daimler-Benz, Dixi, Horch, Maybach, NSU, Opel. Auch ausländische Autoproduzenten ließen Aufbauten für ihre Fahrzeuge bei Reutter herstellen, so u. a. Ansaldo, Austro-Daimler, Bugatti, Buick, Cadillac, Chrysler, Fiat, La Salle.
Seit Ende der 1920er-Jahre produzierte das Stuttgarter Karosseriewerk verschiedene Wanderer-Karosserien bis zum Wanderer W 24, dem ersten Großserienauftrag für die Auto Union AG. Die Holz-/Stahlgemischtbauweise ermöglichte größere Serien, und so konnte Reutter Sonder- und Serienaufbauten für viele Automobilhersteller, allen voran Wanderer, fertigen. 1937 eröffnete man ein Zweigwerk in Stuttgart-Zuffenhausen, hauptsächlich zur Fertigung von Wanderer W24-Karosserien. Insgesamt 900 Beschäftigte bauten bis zu 33 Karosserien am Tag.
Zudem entstanden hier ab 1932 auch die ersten Volkswagen-Vorläufer (Porsche Typ 12 auf Zündapp-Basis und Typ 32 (NSU)), sowie die Volkswagen-Prototypen der Serie VW 303 und im Jahre 1938 der Serie VW 38. Nach dem Zweiten Weltkrieg entwickelte sich eine Partnerschaft mit Porsche für die Herstellung der Sportwagen-Karosserien des Typs 356. Für über 60.000 Fahrzeuge des legendären Sportwagens baute Reutter von 1950 bis 1963 Coupé- und Cabrio-Karosserien. Immer wieder baute Reutter Prototypen und Modelle für Porsche auf 356 Basis; ab 1961 arbeitete man gemeinsam mit dem Zuffenhausener Nachbarn am Nachfolger "T8", der 1963 als "901" auf den Markt kam und 1964 schließlich in "911" umbenannt wurde.
Weitere Einzelaufträge der Nachkriegsjahre waren z. B. die Entwicklung der Prototypen BMW 501 und der Umbau des Citroën DS 19 mit einem speziellen Cabrioverdeck.
Das Karosseriewerk in Zuffenhausen wurde zum 1. Dezember 1963 an Porsche verkauft, jedoch ohne die dann unter RECARO (Reutter Carosserie) firmierende Sitzfertigung, diese hatte noch bis Ende 1969 ihren Sitz im Stuttgarter Stammwerk in der Augustenstraße. Dort wurden neben kompletten Autositzen, Sitzschienen, Liegesitzbeschläge und Kopfstützen gebaut.